# چکاوک بلانفورد
چکاوک بلانفورد (نام علمی: Calandrella blanfordi) نام یک گونه از شاخه طنابداران است.